# Cannan
Cannan je lahko:
- David Cannan
- Denis Cannan
- Edwin Cannan
- Gilbert Cannan
- James Harold Cannan, general
- Joanna Cannan
- May Wedderburn Cannan
- Ron Cannan